# Doug Evans (Eishockeyspieler)
Douglas Thomas „Doug“ Evans (* 2. Juni 1963 in Peterborough, Ontario) ist ein ehemaliger kanadischer Eishockeyspieler, der im Verlauf seiner aktiven Karriere zwischen 1980 und 1999 unter anderem 377 Spiele für die St. Louis Blues, Winnipeg Jets und Philadelphia Flyers in der National Hockey League (NHL) auf der Position des linken Flügelstürmers bestritten hat. Zudem absolvierte Evans weitere 452 Partien für die Peoria Rivermen in der International Hockey League (IHL). Sowohl sein älterer Bruder Paul als auch sein jüngerer Bruder Kevin waren ebenfalls professionelle Eishockeyspieler und in der NHL aktiv.

## Karriere
Evans verbrachte seine Juniorenzeit zwischen 1980 und 1984 in der Ontario Hockey League (OHL), wo er für die Peterborough Petes aus seiner Geburtsstadt Peterborough auflief. In seinem vierten und letzten Juniorenjahr absolvierte sein Bruder Kevin im selben Team seine Rookiespielzeit in der Liga. Insgesamt absolvierte der Flügelstürmer im Verlauf der vier Spieljahre insgesamt 254 OHL-Partien, in denen er 330 Scorerpunkte sammelte.
Da Evans während seiner Juniorenkarriere ungedraftet geblieben war, wechselte er im Sommer 1984 als sogenannter Free Agent in die International Hockey League (IHL). Dort hatten ihm die Peoria Rivermen ein Vertragsangebot unterbreitet. Gleich in seiner ersten Profispielzeit feierte er mit den Rivermen den Gewinn des Turner Cups, woran der Kanadier mit 116 Scorerpunkten, davon 19 in den Playoffs, maßgeblichen Anteil hatte. Als Belohnung erhielt er im Juni 1985 einen Vertrag bei Peorias Kooperationspartner St. Louis Blues aus der National Hockey League (NHL). Der Angreifer verbrachte schließlich die folgenden fünfeinhalb Jahre in der Organisation der Blues und absolvierte in diesem Zeitraum über 175 NHL-Partien. Mit Ausnahme der Saison 1988/89 kam Evans aber auch stets bei den Peoria Rivermen in der IHL zu erheblichen Einsatzzeiten. Im Januar 1990 verließ der Stürmer die Blues, als er im Tausch für Ron Wilson an die Winnipeg Jets abgegeben wurde. Dort gelang es ihm endlich, sich als NHL-Spieler zu etablieren.
Evans blieb schließlich bis zum Juni 1992 in der Organisation der Jets und spielte derweil auch für die Moncton Hawks in der American Hockey League (AHL) sowie auch wieder die Peoria Rivermen in der IHL. Im Juni 1992 wurde Evans im Tausch für Daniel Berthiaume zu den Boston Bruins transferiert, für die er allerdings nie spielte, da er kurz vor dem Beginn der Saison 1992/93 im NHL Waiver Draft von den Philadelphia Flyers ausgewählt wurde, die damit seinen laufenden Vertrag übernahmen. Für die Flyers kam der Flügelspieler zu 65 Einsätzen. Anschließend kehrte er im Sommer 1993 zu den Peoria Rivermen in die IHL zurück und war dort weitere drei Jahre aktiv, bis das Franchise aufgelöst wurde. Er blieb jedoch weiterhin in der Stadt, da im Sommer 1996 in der East Coast Hockey League (ECHL) eine Organisation mit demselben Name angesiedelt wurde. Evans spielte dort bis zu seinem Karriereende nach der Spielzeit 1998/99.

## Erfolge und Auszeichnungen
- 1985 Turner-Cup-Gewinn mit den Peoria Rivermen
- 1986 IHL First All-Star Team
- 1998 Teilnahme am ECHL All-Star Game

## Karrierestatistik
(Legende zur Spielerstatistik: Sp oder GP = absolvierte Spiele; T oder G = erzielte Tore; V oder A = erzielte Assists; Pkt oder Pts = erzielte Scorerpunkte; SM oder PIM = erhaltene Strafminuten; +/− = Plus/Minus-Bilanz; PP = erzielte Überzahltore; SH = erzielte Unterzahltore; GW = erzielte Siegtore; 1 Play-downs/Relegation; Kursiv: Statistik nicht vollständig)